# Stephanie Dicker
Stephanie Dicker (3 augustus 1971, Los Angeles) is een Amerikaanse actrice.

## Biografie
Dicker begon in 1990 met acteren in de televisieserie Life Goes On. Hierna heeft ze nog meerdere rollen gespeeld in televisieseries en een film zoals Boy Meets World (1994), Blossom (1995), General Hospital (1996-1997) en Fame L.A. (1997-1998). In 2001 heeft zij voor het laatst geacteerd, wat zij hierna gedaan heeft is niet bekend.

## Bron
- (en)   Biografie in de Internet Movie Database
- (en)   Filmografie in de Internet Movie Database